# Початки видобутку та використання каменів і глин
Початки видобутку та використання каменів і глин

## Вступ
Гірництво виникло в найдавніші часи життєдіяльності первісного суспільства й започаткувало розвиток технічної діяльності, першоджерелом якої були пошук, обробка та використання каменю. Більш ніж 99 % пройденого людиною шляху пов'язано з кам'яною добою, уявлення про яку склалися на основі археологічних артефактів (здебільшого — кам'яних знарядь праці). Оскільки писемності в первісні часи не існувало, то й суспільна думка більш пізніх історичних періодів майже не залишила уявлень про цю епоху. Тільки в пізньому Середньовіччі почали систематично збирати й аналізувати кам'яні вироби минулого, багато з яких було знайдено гірниками у виявлених стародавніх виробках. Більш глибоке розуміння походження й призначення первісних знарядь припадає на епоху Великих географічних відкриттів (XV—XVII ст.), коли європейці, активно досліджуючи невідомі їм території земної кулі, натрапляли на кам'яні вироби, якими користувалися архаїчні народи.
Слід зазначити, що в І ст. до Р. Х. античний мислитель, філософ і поет Тіт Лукрецій Кар у трактаті «Про природу речей» висловив припущення про те, що до появи металів зброєю для людини слугували камені. 1734 року французький антиквар Н. Маудель висунув майже сенсаційну для свого часу ідею про існування в далекому минулому такого періоду, коли всі основні знаряддя праці та зброя людини виготовлялися виключно із каменю («кам'яна доба»). Схему знаменитої тріади діб (камінь, мідь, залізо) запропонував і теоретично обґрунтував 1836 року данський археолог, хранитель колекцій Копенгагенського археологічного музею Х. Томсен. Він уперше розташував експонати музею згідно з культурно-хронологічною схемою трьох епох, яка вже через 40 років повністю запанувала в історичній науці. У 60-х роках XIX ст. англійський вчений Дж. Ліббок поділив кам'яну добу на більш дрібні епохи — палеоліт і неоліт, а згодом з палеоліту було виокремлено мезоліт.
Варто уваги те, що періодизація історичних епох базувалася на продуктах давнього гірництва, а це увиразнює його всеохопний вплив на цивілізаційний поступ людства.

## Еволюція «справжньої людини» і перші копалини
Згідно з даними сучасних археологічних та імунологічних досліджень перші «справжні люди» з'явилися 2,5—3 млн років тому в центральних і східних районах африканського континенту. Учені дали їм латинську назву Homo habilis, тобто «людина вміла». Ці найдавніші люди вміли дробити й загострювати шматки каменю, щоб використовувати їх як знаряддя праці чи полювання. Розколоте й грубо оброблене каміння (так звані «ударники») було знайдене в тих же місцях, що й рештки Homo habilis. Найдавніші зі знайдених кам'яних знарядь віком 2,5 млн років були виявлені археологами в Гоні (Ефіопія).
Близько 1,8 млн років тому з'являється інший вид гомінідів — Homo erectus («людина прямоходяча»). Вважається, що еректуси з'явилися у Східній Африці в епоху середнього плейстоцену і через Близький Схід заселили Євразію аж до Китаю. Поруч з рештками цих людей були виявлені нові типи кам'яних знарядь — двосторонні ручні рубила (плоскі оброблені камені з гострими краями) та відбійники, тобто знаряддя, які використовували для розколювання інших каменів. На думку «батька» кібернетики Н. Вінера, цей факт можна вважати відправною точкою в історії техніки, оскільки «кожне знаряддя має свій родовід і походить від тих знарядь, якими само воно було зроблене». Homo erectus володів методами використання та довгострокового підтримання вогню, що значно розширило кліматичний ареал розселення людини, привело до культурного феномену термічної обробки їжі.
Людина сучасного виду Homo sapiens («людина розумна») з'являється на африканському континенті приблизно 130 тис. років тому (на території Європи — значно пізніше, 40—50 тис. років тому), вже маючи значний набір кам'яних знарядь та певний досвід пошуку, видобування та обробки кам'яної сировини. Домінуючі позиції серед кам'яного матеріалу посів кремінь, завдяки широкій розповсюдженості та можливості утворювати при відколюванні гострий ріжучий край. З нього виготовляли рубила, сокири, скребки, ножі, наконечники. Разом із кременем видобували обсидіан (вулканічне скло), з якого виробляли найбільш якісну зброю і знаряддя полювання; пісковики, вапняки, кварцити (з них виготовляли ударники, молоти, товкачі, ступи тощо), яшми й нефрити (різальне знаряддя, прикраси), пірит (як кресало), гематит (як мінеральна фарба) тощо.
Важливим досягненням Homo sapiens стало розповсюджене вміння видобувати вогонь шляхом кресання кременя об пірит. Найстарші зі знайдених піритових кресал датують 40-м тисячоліттям до Р. Х. (Драконові печери поблизу Сент-Галена). Цей винахід помітно вможливив протистояння людини стихійним силам природи і сприяв розширенню зон пошуку руд піриту та інших мінералів.
Найдавніші розробки гематиту (червоного залізняку) зафіксовані у Свазіленді (т. зв. «Левова печера») і датовані 41-м тисячоліттям до Р. Х. Залишки численних ямних розробок гематиту виявлені на території Франції та Угорщини (вік — близько 35 тис. років). Цей «кривавий камінь» видобували в епоху каменю для виготовлення мінеральної фарби, яку широко застосовували для проведення магічних та обрядових дій протягом багатьох тисячоліть. Зокрема, в період неоліту в Південно-Східній Європі практикували обряд поховань з покриттям небіжчиків шаром червоної вохри, що потребувало значних обсягів видобутку гематиту. Можна вважати, що видобуток перших руд (пірит, гематит) розпочався 40–45 тис. років тому, і хоча їх використання не було пов'язане з отриманням металів, пошук матеріалів відмінних від традиційного каменю, відкривав нові можливості використання земних багатств.
Суттєві зміни способу життя давньої людини фіксуються в мезоліті (IX—VII тис. до Р. Х.), початок якого збігається з відступом з території Європи останнього материкового обмерзання (закінчення льодовикового періоду) та суттєвим пом'якшенням клімату. Свідченням цих змін є помітне покращення обробки каменю, виникнення нових кам'яних знарядь, зокрема мотики, кирки, кайла, пилки, клинів, а також інструменту з використанням мікролітів (вставних загострених пластинок кременю, обсидіану чи халцедону як елементів ножів, серпів, наконечників). Виготовлення знарядь стає ремеслом. У місцевостях, де кремінь видобували великими кількостями виникали майстерні з його обробки (за термінологією археологів — «кам'яні кузні»). Вироби із кременю шляхом торговельного обміну розповсюджувались на великі відстані. Концентрація населення в місцях видобутку кам'яної сировини потребувала такої кількості продуктів харчування, яка не могла бути забезпечена мисливством та збиранням диких плодів, що підсилювало мотивацію культивування корисних рослин та утримання свійських тварин і було одним із додаткових чинників становлення землеробських і скотарських цивілізацій.
Цікавим прикладом значного й найбільш давнього поселення, пов'язаного з гірничим промислом, є археологічна пам'ятка Чатал-Гююк (Південна Туреччина). Це протомісто виникло в середині VIII тис. до Р. Х. поблизу двох згаслих вулканів Караджидаг та Гасандаг. Одним із основних занять населення був видобуток на схилах вулканів обсидіану (найкращої «збройної сировини» неоліту). Археологічні розкопки виявили запаси обсидіану в багатьох помешканнях, а також значну кількість якісних виробів з нього (у тому числі обсидіанових дзеркал). Варто уваги те, що в Чатал-Гююці були виявлені одні з найдавніших знахідок мідних виробів, а також мідеплавильні шлаки й свинець, що може свідчити про спадкоємність гірничого досвіду в процесі освоєння нових корисних копалин у межах єдиної спільноти гірників. Підкреслюючи перетворювальну роль гірничої діяльності, археолог Дж. Мелларт писав: «Неолітична цивілізація, відкрита в Чатал-Гююці, сяє як шедевр, серед доволі невиразної групи тогочасних землеробських культур».
Нарівні з Малою Азією відомим центром розробки обсидіану у Прадавньому світі був Південний Кавказ, зокрема територія Вірменії, яка протягом кількох тисячоліть була основним постачальником цього матеріалу на великі терени Середнього Сходу. Для позначення маршрутів, якими обсидіан доставляли споживачам, в історичній науці був прийнятий спеціальний термін «обсидіанові шляхи», що вказує на первісний зв'язок давнього гірництва з розвитком комунікацій і культурних контактів по всьому заселеному світу.

## Перші гірничі виробки й копальні для видобування кременю
У VIII—VI тис. до Р. Х., коли поклади кременю на поверхні помітно вичерпались, а потреба в знаряддях праці суттєво збільшилась, почалася розробка кременю з невеликої глибини. Етапи видобутку кременю включали: збирання та викопування з поверхні, відкриту (ямну й кар'єрну) та підземну розробку. Кожний етап змінювався іншим тільки тоді, коли якісний кремінь було вибрано попереднім способом повсюди (тобто після вичерпання багатих покладів шукачі каменю йшли не в глибину, а на нові території). У часи між викопуванням з поверхні, відкритим та шахтним видобутком змінилося багато поколінь, які передавали гірничий досвід своїм нащадкам, утворюючи стійкі спеціалізовані групи «мисливців за каменем».
Різноманітне застосування схем і методів підземної розробки кам'яних матеріалів спостерігається вже в неоліті. Спочатку для добування кременевих конкрецій у байраках і крутих берегах річок робили ніші, які поглиблювали у штольні. Цей досвід поширювали на гірські масиви, у яких, завдяки стійкості навколишніх порід, протяжність штолень сягала кількох десятків метрів.
Крім штолень, значне поширення дістають виробки шахтного (стовбурового) типу, походження яких пов'язано з первісним ямним способом розробки. Поступово запанувало розуміння того, що для умов поглибленого залягання покладів суцільне виймання порід на певній площі (кар'єр, котлован) стає більш працемістким, аніж спорудження стовбурів з віялом горизонтальних добувних виробок.
Стовбури неолітичних копалень сягали зазвичай глибини 8—10 м (зрідка — до 15—17 м), їх діаметр становив від 1 до 4—6 м. Вони споруджувались на невеликій відстані один від одного та поєднувались під землею горизонтальними виробками, що сприяло вентиляції копальні. У донній частині стовбура часто утворювали експлуатаційне розширення, з якого в різних напрямках по покладу кременевих конкрецій проводили горизонтальні виробки довжиною до 20 м (так звана «пелюсткова схема»). З основних виробок могли додатково проходити добувні ніші й ходки, що формувало достатньо складні лабіринти, які поєднували декілька стовбурів. Висота горизонтальних виробок неолітичних копалень була повсюдно малою: від 0,6 до 1,1 м. Конструкціями для підтримання покрівлі виробок правили опорні цілики з гірських порід.
Відпрацьовані горизонтальні виробки ретельно закладали пустою породою, яку добували, споруджуючи сусідні виробки. Пізніше породою заповнювали і стовбур. Слід зауважити, що мотивація закладення порожнин виробленого простору була пов'язана не тільки з підвищенням стійкості виробок, але й з особливими сакральними уявленнями архаїчних гірників. «Екологічна культура» видобутку корисних копалин табуювала «заподіяння ран» земній поверхні, потребуючи їхнього «заліковування» шляхом заповнення створених порожнин. Вважали, що взяті таким чином скарби надр «відновляться», а гірники натраплять на нові багаті поклади. Цей принцип (культ матері-землі) було в подальшому розповсюджено й на видобуток руд металів. Варто уваги, що ця традиція проіснувала кілька тисячоліть і дотримувалась гірниками на величезній території Євразії в багатьох видобувних осередках.
Руйнування порід здійснювали за допомогою знарядь, що виконували функції молотів, рубил, доліт та ударників, клинів, важелів, скребачок. Широке розповсюдження дістали кам'яні сокири й молоти, а також кайла, виготовлені з рогу оленя. Для освітлення вибоїв використовували просмолені соснові скіпи. Щоб провітрювати виробки, сполучали стовбури між собою. Окрім того, використовували «тягу» теплого повітря від багаття, яке розкладали на підошві «вентиляційного» стовбуру. Це дозволяло всмоктувати повітря через суміжні виробки, що мали вихід на поверхню. Стовбури облаштовували накриттям та загородами для запобігання потраплянню опадів.
Серед найбільш відомих неолітичних копалень, які збереглися до нашого часу (досліджені науковцями, частково музеєфіковані), слід назвати розробки в Ґраймс-Ґрейвс у Великій Британії, Каса Монтеро (Іспанія), Красному Селі (Білорусь), Кшемьонках (Польща), Сп'єнні (Бельгія) та ін. На відміну від багатьох стародавніх рудників і соляних шахт, які повторно розроблялися в більш пізні часи (що призвело до знищення багатьох давніх виробок), копальні кременю зберегли свою первісну автентичність.
Яскравим прикладом гірництва пізньої кам'яної доби є копальні кременю в Кшемьонках, де створено унікальний археологічний музей-заповідник. Родовище смугастого кременю поблизу селища Кшемьонки (Свєнтокшистське воєводство у Східній Польщі) експлуатували протягом двох тисячоліть, починаючи з IV тис. до Р. Х. За даними археологів кількість виробок стовбурового типу становила близько 3,5 тисячі. Вони розміщувались в межах шахтного поля, яке мало форму наближену до параболи з протяжністю близько 5 км й шириною від 200 до 20 м (загальна площа — близько 785 тис. м2). Сумарний об'єм гірничих виробок становив приблизно 500 тис. м³. Кількість гірників на кожній копальні дорівнювала 5—10 особам.
Шари сірого смугастого кременю залягали на двох рівнях — близько 3,5 та 8 м від поверхні. Стволи проходили на глибину до 9 м. Верхній шар розробляли за поширеною «пелюстковою схемою», а нижній проходили своєрідним «широким вибоєм», створюючи низькі (висотою 0,8—1 м) і просторі камери. Їх підтримували за допомогою породних ціликів і закладки. Руйнування порід здійснювали кам'яними або кістяними зубилами, по яким вдаряли кам'яним молотком. Транспортували породу й видобутий кремінь кошиками, а по стовбуру — тягнули кошем. Більш ефективна технологія розробки й експлуатації нижнього покладу, свідчить про суттєвий розвиток досвіду і емпіричних знань, які передавалися гірниками з покоління в покоління. Щорічний видобуток кременю забезпечував виготовлення до 40 тис. виробів, а ареал їх розповсюдження сягав відстані до 600 км від Кшемьонок.
Значним осередком видобутку кременю був район Волковиського узвишшя в Західній Білорусі, у долині ріки Рось (притоки Німану), центром якого можна вважати Красне Село. Конкреції кременю видобували тут у покладах крейди. Виявлені ознаки кількох тисяч копалень, які розроблялися з середини IV — до останніх сторіч II тис. до Р. Х. Переважали добувні виробки вертикального типу, які розташовувались досить купчасто і сягали глибини 5—7 м. Спостерігається традиційне заповнення виробок пустою породою. Населення, за оцінкою археологів, мало чітко виражену професійну спеціалізацію, у якій домінував клан гірників. Численні готові вироби, а також напівфабрикати (заготівки) транспортувалися на значну відстань від копалень, зокрема на терени Балтійського узбережжя. Дослідники не виключають зв'язок і обмін досвідом гірників Кшемьонок і Красного Села.
В Україні давні копальні з видобутку кременю виявлені в районах сіл Городка, Половлі, Новомлина (на Волині), поблизу селища Буківні (Івано-Франківська область), села Студениці (Вінницька область), міста Ізюма (Харківська область), села Широкого (на межі Харківської та Донецької областей). Розробки й майстерні з виготовлення кам'яних виробів доби неоліту-бронзи відомі також на значній території поблизу нинішнього Кіровограда.

## Використання та видобування глин (доісторичний період— давній світ)
Крім різноманітних каменів, які використовували для виготовлення знарядь і як будівельні матеріали (пісковики, вапняки тощо), широке застосування дістали глини, які суттєво вплинули на матеріальну культуру та устрій повсякденного життя людини. Початок їх використання сягає глибокої давнини. Первісна людина не могла не звернути увагу на здатність вологого глинистого ґрунту сприймати й утримувати відбитки слідів і різних важких предметів. Це дозволило перейти до виготовлення з пластичного глинистого матеріалу різноманітних речей, спершу — ляльок і культових фігурок, пізніше — посудин, необхідних для зберігання рідини й готування їжі. Фрагменти (черепки) глиняного посуду є найбільш частими знахідками під час розкопок археологічних пам'яток епохи неоліту (починаючи з VII тис. до Р. Х.).
Тривалий час глиняний посуд висушували лише на повітрі (не обпалювали). Бажання прискорити цей процес за сталого виготовлення посуду привело до розміщення виробів біля багаття. Імовірно таким чином було відкрито властивості глин під дією вогню виявляти більш високі міцнісні якості. З часом було створено гончарні печі (горни), які забезпечували необхідний температурний режим і рівномірність обпалювання керамічних виробів.
Уже в період неоліту в розвинутих центрах гончарства використовували печі, що складалися з двох рукавів — вертикального й горизонтального. Такий горн зводили на крутому березі ріки, або на схилах ярів чи пагорбів, використовуючи рельєф для утворення L–подібної порожнини. Горизонтальний рукав слугував паливником, а вертикальний забезпечував природне дуття (саме в ньому розміщували висушені глиняні горщики). В окремих випадках отвір вертикального рукава заповнювали поверх горщиків дрібною глиняною ламанню, протягом 5—6 годин підтримували у топці інтенсивний вогонь, після чого верх горна засипали піском, а отвір паливника замуровували глиною. У такому стані піч залишали на кілька днів (вважають, що температура в такому агрегаті могла перевищувати 10000 °C). Потім розкривали паливник, пізніше — верх горна й витягали керамічний посуд. Такі неолітичні печі були виявлені археологами в Месопотамії, Північній Африці, Східній Європі. Тут гончарна справа не тільки задовольняла важливі утилітарні потреби суспільства, а й уперше наблизилась до вишуканого художнього мистецтва, яскравим прикладом якого є численні керамічні вироби трипільської культури (Україна).
Розуміння якісної зміни властивостей гірських порід за їх вогневої обробки, набуте гончарями в процесі обпалення глин, було використане для термічного перетворення інших корисних копалин, зокрема під час створення скла (починаючи з IV тис. до Р. Х.). Не виключено, що досвід мурування печей для обпалювання глиняних виробів, а також тиглів для плавлення фаянсової поливи давні гірники-металурги могли використовувати для спроб витоплювання металів. При цьому слід зауважити, що перші свідоцтва плавлення міді (IX—VIII тис. до Р. Х.) передують знахідкам керамічних виробів (за термінологією археологів — це період докерамічного неоліту), тому гончарні печі не слід вважати прямим прототипом і необхідною умовою виникнення перших металургійних горнів (принаймні, у найдавніших осередках зародження металургії міді).
Величезне значення для подальшого поступу людства мало використання глин з будівельною метою. У перших цивілізаційних центрах, що виникли на рівнинах поблизу басейнів великих рік (території Єгипту, Індії, Китаю, Месопотамії, України), не вистачало природного каменю, причому його ламання потребувало великих зусиль і гірничого досвіду, тому основним будівельним матеріалом були глини. Найбільші у світі ранньоземлеробські поселення, мешканці яких освоїли масштабну розробку глин і використовували глинобитні матеріали в будівництві, зафіксовані на території України (трипільська культура). Під час будівництва житла трипільці обмазували глиною дерев'яний каркас, висушували й обпалювали стіни. Площі трипільських поселень (V—III тис. до Р. Х.) зазвичай сягали кількох десятків гектарів, а в деяких випадках — до 250—400 га, що багаторазово перевищувало розміри відомих протоміст і поселень тогочасного світу (наприклад, площа протоміста Чатал-Гююк дорівнювала 13 га, легендарного Єрихону — 15 га).
Видатним винаходом людства було створення дрібнорозмірних будівельних елементів у вигляді формованого з глини сирцю. Найдавніші свідоцтва застосування невипаленої глиняної цегли походять з Центральної Анатолії. З такої великогабаритної цегли було збудоване селище Ашиклі-Гююк, огороджене оборонною стіною (перша половина IX тис. до Р. Х.), і згадуване протомісто Чатал-Гююк, причому сирцеве мурування датоване тут серединою VII тис. до Р. Х. Дещо пізніше виготовлення сирцевої цегли опанували в Давньому Єгипті і Месопотамії. Ймовірно саме тут у III тис. до Р. Х. почали виробляти випалену цеглу, яка ефективно протистояла волозі й мала високу довговічність. Значущість цієї події відображено навіть у Біблії: «І мовляли одно одному: Нумо лишень робити цеглу та випалювати. І була в них цегла за камінь, а земляна смола (бітум, — авт.) за вапну. І мовляли: Нумо споруджувати місто із баштою, щоб її верх був до небес».
Припускають, що Вавилонською вежею називали зикурат Етеменанкі («будівля, де сходяться земля і небо»), підвалини якого збереглися до нашого часу. Руїни величезних зикуратів (від дієслова «zugaru» — «будувати високо») виявлено на території Іраку та Ірану, причому розміри фундаментів цих споруд іноді були більшими ніж 100 на 100 м, а обрахована висота — 50 м. Будівництво подібних храмів, а також самого міста Вавилона потребувало розробки величезних глиняних кар'єрів, про розміри яких можна тільки здогадуватися за залишеними «слідами» великого міста.
Цікаво, що під час будівництва найбільшої споруди в історії людства — Великої китайської стіни, загальна протяжність якої понад 5 тис. км, основним будівельним матеріалом (поряд із кам'яними плитами) були глина й глиняна цегла. Об'єми видобутку глини для зведення стіни становили тільки за часів царювання імператора Ши Хуан-ді (III ст. до Р. Х.) більше 30 млн м3. Зв'язок споруд-гігантів і гірничих розробок, що забезпечували їх глинами, характерна риса розвитку промислу будівельних матеріалів у давньому світі.
Уже в неоліті широке розповсюдження дістають ямний та кар'єрний способи розробки глин. Це зумовлено тим, що глиняні поклади виходять на земну поверхню або перебувають під тонкими шарами поверхневих ґрунтів, що не потребує значних обсягів розкривних робіт. За знаряддя праці правили дерев'яні та кістяні копачки, кам'яні сокири, пізніше — кайла й лопати. Способи видобутку глин майже не змінювалися протягом кількох тисячоліть.
Найдавнішим зображенням праці гірників, яке дійшло до нашого часу, є глиняна табличка VII ст. до Р. Х., знайдена в святилищі Посейдона поблизу Коринфа (Греція). На ній відтворено ямну розробку глини: ліворуч гірник підіймає кайло, щоб у наступну мить відбити шматок глини від стінки виробки, на дні ями хлопчик навколішки збирає грудки в кошик, праворуч — чоловік передає хлопцеві важку посудину з глиною; для повноти композиції посередині зображена амфора з водою. Цікаво, що на багатьох табличках із храму Посейдона, де були зображені різні ремесла, гірництво представлено видобутком глин (свідчення значної поширеності саме цих гірничих робіт).
Підбиваючи підсумок оповіді про початковий період розвитку гірництва, слід відзначити, що освоєння перших корисних копалин забезпечило людину кам'яними знаряддями праці, зброєю, «прирученим вогнем» (кресалами), мінеральними фарбами, глиняним посудом, будівельними матеріалами. Не зважаючи на значну роздробленість гірничих промислів, найпростіші знаряддя праці, обмежений досвід архаїчних гірників і недостатній інформаційний обмін між регіонами, у період пізньої кам'яної доби були освоєні різноманітні корисні копалини, закладені першооснови їх підземного видобутку, сформовані первісні професійні спільноти гірників. Це вможливило протистояння людини стихійним силам природи, створення цінностей матеріальної та духовної культури, підготувало підґрунтя для опанування принципово нових корисних копалин — металів.